# Teorema di Hartman-Grobman
In matematica, in particolare nello studio dei sistemi dinamici, il teorema di Hartman-Grobman o teorema di linearizzazione è un importante teorema che descrive il comportamento di un sistema dinamico nell'intorno di un punto di equilibrio iperbolico.
Fondamentalmente il teorema afferma che il comportamento di un sistema dinamico nei pressi di un punto di equilibrio iperbolico è qualitativamente simile a quello della sua linearizzazione intorno a quel punto. Quindi utilizzando la sua linearizzazione se ne possono studiare più agevolmente alcune caratteristiche.

## Il teorema
Sia {\displaystyle f:\mathbb {R} ^{n}\to \mathbb {R} ^{n}} una funzione liscia con un punto di equilibrio iperbolico {\displaystyle p}, cioè tale che {\displaystyle f(p)=0} e tale che nessun autovalore della matrice jacobiana {\displaystyle A=[\partial f_{i}/\partial x_{j}]} di {\displaystyle f} al punto {\displaystyle p} abbia parte reale pari a 0. Allora esistono un intorno {\displaystyle U} di {\displaystyle p} e un omeomorfismo {\displaystyle h:U\to \mathbb {R} ^{n}} tale che {\displaystyle h(p)=0,} e tale che in {\displaystyle U} il flusso di {\displaystyle f} è topologicamente coniugato da {\displaystyle h} al flusso della sua linearizzazione {\displaystyle U'=AU}.
In generale, anche se la funzione {\displaystyle f} è infinitamente differenziabile, l'omeomorfismo {\displaystyle h} non deve necessariamente essere una funzione liscia e nemmeno localmente lipschitziana. Tuttavia deve soddisfare la condizione di Hölder, con un esponente che dipende dalla costante di iperbolicità di {\displaystyle A}.

## Esempio
Si consideri un sistema in due dimensioni nelle variabili {\displaystyle u=(y,z)} che evolve secondo la legge data delle equazioni:
{\displaystyle dy/dt=-3y+yz}
{\displaystyle dz/dt=z+y^{2}}
Vi è un punto di equilibrio nell'origine; in prossimità di esso la trasformazione data da:
{\displaystyle y\approx Y+YZ+{\dfrac {1}{42}}Y^{3}+{\dfrac {1}{2}}YZ^{2}}
{\displaystyle z\approx Z-{\dfrac {1}{7}}Y^{2}-{\dfrac {1}{3}}Y^{2}Z}
è una funzione liscia tra le coordinate di partenza {\displaystyle u=(y,z)} e le nuove {\displaystyle U=(Y,Z)}. Nelle nuove coordinate il sistema si trasforma nella sua linearizzazione:
{\displaystyle dY/dt=-3Y\qquad dZ/dt=Z}